# Józef Maślanka (zm. 1941)
Józef Maślanka ps. Rotecki, Filanowski (ur. 21 lutego 1909 w Pogwizdowie, zm. 26 października 1941 w KL Auschwitz) – porucznik piechoty Wojska Polskiego, zastępca Komendanta Obwodu Zamość ZWZ.

## Życiorys
Absolwent Szkoły Podchorążych Piechoty w Komorowie. 7 sierpnia 1932 Prezydent RP Ignacy Mościcki mianował go podporucznikiem ze starszeństwem z 15 sierpnia 1932 i 359. lokatą w korpusie oficerów piechoty, a minister spraw wojskowych wcielił do 9 Pułku Piechoty Legionów w Zamościu. 11 marca 1935 został mianowany na stopień porucznika ze starszeństwem z 1 stycznia 1935 i 300. lokatą w korpusie oficerów piechoty. W marcu 1939 nadal pełnił służbę w 9 pp Leg. na stanowisku dowódcy plutonu łączności, a w czasie kampanii wrześniowej walczył na stanowisku oficera łączności pułku.
Aresztowany 28 marca 1941 roku, po dochodzeniu w Zamościu i Lublinie osadzony na zamku lubelskim, gdzie zachorował na tyfus. 13 października wywieziony do Oświęcimia, gdzie został rozstrzelany.